# Terry Sullivan
Terry Sullivan (eigentlich Terence Allman Sullivan; * 7. September 1935 in Johannesburg, Südafrika) ist ein ehemaliger simbabwischer Mittelstreckenläufer.
1958 wurde er für Südrhodesien startend bei den British Empire and Commonwealth Games in Cardiff Vierter über 880 Yards und scheiterte über eine Meile im Vorlauf.
Bei den Olympischen Spielen 1960 in Rom erreichte er als Repräsentant Südrhodesiens über 800 m das Viertelfinale und schied über 1500 m in der Vorrunde aus.
1962 gewann er für die Föderation von Rhodesien und Njassaland startend bei den British Empire and Commonwealth Games in Perth Bronze über eine Meile und erreichte über 880 Yards das Halbfinale.

## Persönliche Bestzeiten
- 880 Yards: 1:48,3 min, 1963
- 1500 m: 3:42,8 min, 3. September 1960, Rom
- 1 Meile: 3:59,8 min, 23. September 1960, Dublin